# سیارک ۱۶۷

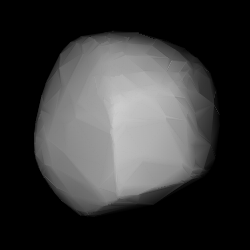
مدل سه‌بُعدی سیارک ۱۶۷ بر طبق منحنی نور آن

سیارک ۱۶۷ (به انگلیسی: 167 Urda) صد و شصت و هفتمین سیارک کشف شده‌است که در ۲۸ اوت ۱۸۷۶ کشف شد.
قدر مطلق سیارک برابر ۹٫۲۴ است.